# Byctiscus
Genre
Byctiscus est un genre d'insectes coléoptères de la famille des Rhynchitidae (charançons).

## Espèces rencontrées en Europe
- Byctiscus betulae (Linnaeus, 1758) - le rhynchite du bouleau ou cigarier ou cigarier de la vigne..., déprédateur des monocultures intensives de vignobles où la larve se promène dans la feuille enroulée comme un cigare[1] ;
- Byctiscus populi (Linnaeus, 1758)